# Solanum arcanum
Solanum arcanum là một loài thực vật có hoa thuộc chi Cà, còn gọi là cà dại, loài đặc hữu của quốc gia Peru. Loài này được tìm thấy ở ven các thung lũng nội Andes ở phía bắc Peru, ở độ cao từ 100 đến 2.500 mét.

## Mô tả
S. arcanum là cây lâu năm, thân gỗ ở phần gốc, cao khoảng 1 mét. Thân có đường kính từ 7 đến 12 mm, màu xanh lục, có lông tơ bao phủ, thưa thớt. Lá xếp theo hình lông chim, có màu xanh, mặt dưới có màu nhạt hơn mặt trên, dài khoảng 15 – 25 cm và rộng 7 – 10 cm, đôi khi không có phủ lông tơ. Lá chét có khoảng từ 4 đến 5 lá. Cụm hoa dài 6 – 20 cm với khoảng 5 - 20 hoa, các nhánh nối cuống hoa dài khoảng gần 1 cm, rộng khoảng 2 mm. Hoa có đường kính 1,8 – 2 cm, hình ngũ giác, màu vàng, có lông. Quả có hình cầu, đường kính khoảng 1 - 1,4 cm, cuống có độ dài khoảng 1,5 - 2,3 cm, mọng nước, có 2 ngăn, vỏ màu xanh lục với các sọc xanh đậm khi còn non và chuyển thành màu tím sậm khi chín, bề mặt tương đối ít lông và các lông cũng ngắn hơn, nghiêng nhiều về phía trục hoa. Hạt hình bầu dục, hẹp ở hai đầu, dài 2,2 - 3,2 mm, rộng 1,2 - 1,6 mm, dày 0,5 - 0,6 mm, màu nâu nhạt, bề mặt mướt. Số nhiễm sắc thể của S. arcanum là 12.